# パラティア (小惑星)
パラティア (415 Palatia) は、小惑星帯に位置する大きな小惑星である。
マックス・ヴォルフがハイデルベルクで発見し、英語でプファルツ選帝侯領を意味する Electoral Palatinate にちなんで命名された。